# Kara Lynn Joyce
Pour les articles homonymes, voir Joyce.
Kara Lynn Joyce, née le 25 octobre 1985 à New York, dans le quartier de Brooklyn, est une nageuse américaine.
Elle est médaillée d'argent aux Jeux olympiques à quatre reprises lors de relais en 2004 et 2008, et a réalisé comme meilleure performance individuelle deux cinquièmes places au 50 m et au 100 m nage libre des Jeux d'Athènes en 2004.

## Palmarès

### Jeux olympiques
- Jeux olympiques de 2004 à Athènes ( Grèce) :
  -  Médaille d'argent au titre du relais 4 × 100 m nage libre.
  -  Médaille d'argent au titre du relais 4 × 100 m quatre nages.
- Jeux olympiques de 2008 à Pékin ( Chine) :
  -  Médaille d'argent au titre du relais 4 × 100 m nage libre[1].
  -  Médaille d'argent au titre du relais 4 × 100 m quatre nages[1].

### Championnats du monde

#### Grand bassin
- Championnats du monde 2005 à Montréal ( Canada) :
  -  Médaille de bronze du relais 4 × 100 m nage libre.
- Championnats du monde 2007 à Melbourne ( Australie) :
  -  Médaille d'or du relais 4 × 200 m nage libre[1].
  -  Médaille d'argent du relais 4 × 100 m nage libre.
- Championnats du monde 2011 à Shanghai ( Chine) :
  -  Médaille d'argent du relais 4 × 100 m nage libre[1].

#### Petit bassin
- Championnats du monde 2004 à Indianapolis ( États-Unis) :
  -  Médaille d'or du relais 4 × 100 m nage libre.
  -  Médaille d'argent du relais 4 × 100 m quatre nages.
- Championnats du monde 2010 à Dubaï ( Émirats arabes unis) :
  -  Médaille d'argent du relais 4 × 100 m nage libre[1].

### Championnats pan-pacifiques
- Championnats pan-pacifiques 2006 à Victoria (Canada)
  -  Médaille d'or du relais 4 × 100 m nage libre.
  -  Médaille d'or au 50 m nage libre.